# Mount Harvey
Mount Harvey är ett berg i Antarktis. Det ligger i Östantarktis. Australien gör anspråk på området. Toppen på Mount Harvey är 309 meter över havet.
Terrängen runt Mount Harvey är varierad. Trakten är obefolkad. Det finns inga samhällen i närheten.